# 加藤四朗
加藤 四朗（かとう しろう、1949年9月29日 - ）は、東京都出身の俳優。身長は168cm、体重は60kg。東洋大学卒業。旧芸名は加藤四郎。プロダクション・タンク所属。

## 出演歴

### テレビ

#### テレビ朝日
- 相棒1,第8話
- 仮面ライダー555 第46話
- 仮面ライダー剣
- 血族
- はぐれ刑事純情派
- 保険金殺人事件
- 天使のように生きてみたい

#### TBS系列
- ウルトラマンガイア第13話 - 馬場 役
- サラリーマン金太郎3
- First Love
- 警部補・杉山真太郎〜吉祥寺署事件ファイル 第1話 - 本間英介 役

#### フジテレビ系列
- この愛に生きて
- 美少女H3 少女たちの異常体験
- ウォーターボーイズ
- 傷だらけの女
- 世にも奇妙な物語
- 出会いのストーリー
- 君が想い出になる前に
- わたしたちの教科書
- 潜水艦カッペリーニ号の冒険

#### 日本テレビ系列
- 水曜グランドロマン さよならジャポン
- 別れさせ屋
- 仔犬のワルツ
- ボクらが今…考えていること
- CAとお呼びっ!

#### テレビ東京系列
- 芸術に恋して!

#### NHK
- 中学生日記
- ひらり
- 照柿
- 駆落ち
- その時歴史が動いた
- 盲導犬クイールの一生

#### ビーエスアイ
- ケータイ刑事 銭形泪第17話

#### テレビ神奈川
- 福江島

### 映画
- マークスの山
- はるのそら
- 卒業
- 誰も知らない
- 宣戦布告
- DAN-BALL HOUSE GIRL
- 五条霊戦記
- みんな〜やってるか!
- 東京兄弟
- 海は見ていた
- 陽はまた昇る
- 13階段
- 東京ゾンビ
- 仮面ライダーアマゾンズ THE MOVIE 最後ノ審判（2018年）

#### Vシネマ
- LEVEL

### ウェブドラマ
- フォローされたら終わり（2019年11月10日、AbemaTV） - 鈴木啓三（KeizoSuzuki3） 役

### CM
- ロッテ「ツブガム」
- NTTドコモ
- 清水建設
- 武田薬品工業「アリナミンA」
- JA共済
- 大関「のものも」
- UFJつばさ証券
- ロート製薬「メンソレータムAD」
- NTTドコモ ドコモショップ（2007年）
- ネスレ日本「アイソカル」（2021年 - ）

### VP
- 郵政省
- 三井海上
- 積水化学リフォーム
- 銀行防犯
- キユーピー品質管理

### 舞台
- 宇宙八犬伝
- 煙が目にしみる。

#### 向陽舎
- 綾の鼓
- 卒塔婆小町・熊野
- 邯鄲・道成寺
- サド侯爵夫人
- 燈臺

### その他
- Lotus 1-2-3（雑誌広告）
- ハートバザール（プロモーション/CDジャケット/指揮者 役）